# Gina B.
Gina B, née le 6 mai 1978 sous le nom de Georgina Bako, est une actrice pornographique hongroise.
Elle a tourné une quarantaine de films, toujours dans des rôles lesbiens, sous différents pseudonymes (Gina B, Amanda B, Chloe Sweet) ou son vrai nom, comme dans 8 mm 2 : Perversions fatales. Georgina Bako vit avec sa compatriote Peaches, qu'elle a initiée au cinéma pour adultes et aux scènes lesbiennes.

## Filmographie sélective
- 2003 :

Forbidden Fruits
Pussy in Paradise
- 2004 :

Young Girls' Fantasies 8
Barely Legal Innocence 2
- 2005 :

Russian Institute: Lesson 4
Private Movies 21: Lady of the Rings
Jenna Does Carmen
Girls on Girls 6
Girl & Girl 11
European Meat 3
Petites infirmières en chaleur
Sandy: Agent Provocateur (série télévisée)
Sticky Fingers
Flash on Flesh
She's Mine!
Leg Affair 11
Viv's Dream Team
The Ultimate Hardcore Collection 2
Pink Velvet 3: A Lesbian Odyssey
The Making of a Madame (série télévisée)
Sophie's Wet Dreams (série télévisée)
White-Hot Nurses 6 : infirmière Gina
Shocking Stockings 2
Lesglam Two
8 mm 2 : Perversions fatales : Szofi
- 2006 :

The Private Life of Jennifer Stone
The Private Life of Simony Diamond
Story of Yasmine
Sonya & Priscila: Pornochic 9
Secret World of Young Nymphos 1
Oksana: Pornochic 10
Girl on Girl 2
Girl & Girl 14
Pirate Fetish Machine: Kinkyworld
- 2007 :

Hole in Two
Give Me Pink 2
Sticky Fingers 2
Sex with Peaches
- 2008 :

Girl on Girl 4
The Private Life of Liliane Tiger
- 2009 :

Most Subscribed
Lesbian Encounters
- 2010 :

Most Subscribed
- 2012 :

Only Girls Allowed 9
- 2013 :

Unfaithful 6
Dream Girl Fantasy 2
Gina Loves Peaches
- 2014 :

Taste of Peaches
Gina's Harem
Clit Cravin Chicks